# Limanu
Limanu és un municipi (Commune) del Comtat de Constanţa a l'extrem sud de Romania. L'any 2011 tenia 6.120 habitants.
Inclou 4 viles:
- Limanu, (noms històrics: Caracicula, Limani i en turc, Karaçuklu)
- 2 Mai
- Hagieni, (noms històrics: Hagilar, en turc,Hacılar)
- Vama Veche, (noms històrics: Ilanlâc, {en turc.İlanlık)

## 2 Mai
2 Mai ("2 de maig") és una vila turística a la riba del mar Negre, entre Mangalia i Vama Veche.
Aquesta vila va ser fundada per Mihail Kogălniceanu l'any 1887 sota el nomde Două Mai. Els seus primers habitants van ser russos de Bucarest, Iaşi i Galaţi. Més tard s'hi assentaren lipovans del Comtat de Tulcea i romanesos del Comtat d'Argeş.
La vila estàdedicada a l'agroturisme, la pesca i l'agricultura.

## Vama Veche
Vama Veche es troba a les coordenades 43° 30′ N, 28° 18′ E / 43.500°N,28.300°E.

## Ciutat agermanada
- Santa Marinella, Itàlia